# Piątkowa (gromada w powiecie przemyskim)
Piątkowa (od 31 XII 1961 Żohatyn)  – dawna gromada, czyli najmniejsza jednostka podziału terytorialnego Polskiej Rzeczypospolitej Ludowej w latach 1954–1972.
Gromady, z gromadzkimi radami narodowymi (GRN) jako organami władzy najniższego stopnia na wsi, funkcjonowały od reformy reorganizującej administrację wiejską przeprowadzonej jesienią 1954 do momentu ich zniesienia z dniem 1 stycznia 1973, tym samym wypierając organizację gminną w latach 1954–1972.
Gromadę Piątkowa z siedzibą GRN w Piątkowej utworzono – jako jedną z 8759 gromad na obszarze Polski – w powiecie przemyskim w woj. rzeszowskim na mocy uchwały nr 30/54 WRN w Rzeszowie z dnia 5 października 1954. W skład jednostki weszły obszary dotychczasowych gromad Piątkowa, Tarnawka, Żohatyn i Kotów ze zniesionej gminy Żohatyn w tymże powiecie. Dla gromady ustalono 9 członków gromadzkiej rady narodowej.
31 grudnia 1961 do gromady Piątkowa włączono wsie Borowice, Brzezawa, Lipa i Jawornik Polski ze zniesionej gromady Lipa w tymże powiecie, po czym gromadę Piątkowa zniesiono przez przeniesienie siedziby GRN z Piątkowej do Żohatyna i zmianę nazwy jednostki na gromada Żohatyn.